# Playmate
Ein Playmate (englisch für „Spielkameradin, Gespielin“) ist ein weibliches Model, dessen Nacktfotos als Bilderstrecke im Männermagazin Playboy abgedruckt werden oder wurden.  In jeder Ausgabe gibt es dabei ein redaktionell ausgewähltes „Playmate des Monats“, die auch als „Miss (des Monats)“ bezeichnet wird, also z. B. „Playmate des Monats | Miss Juli“.  Aus diesen zwölf Kandidatinnen wird dann von den Lesern zum Jahresende das „Playmate des Jahres“ gewählt.

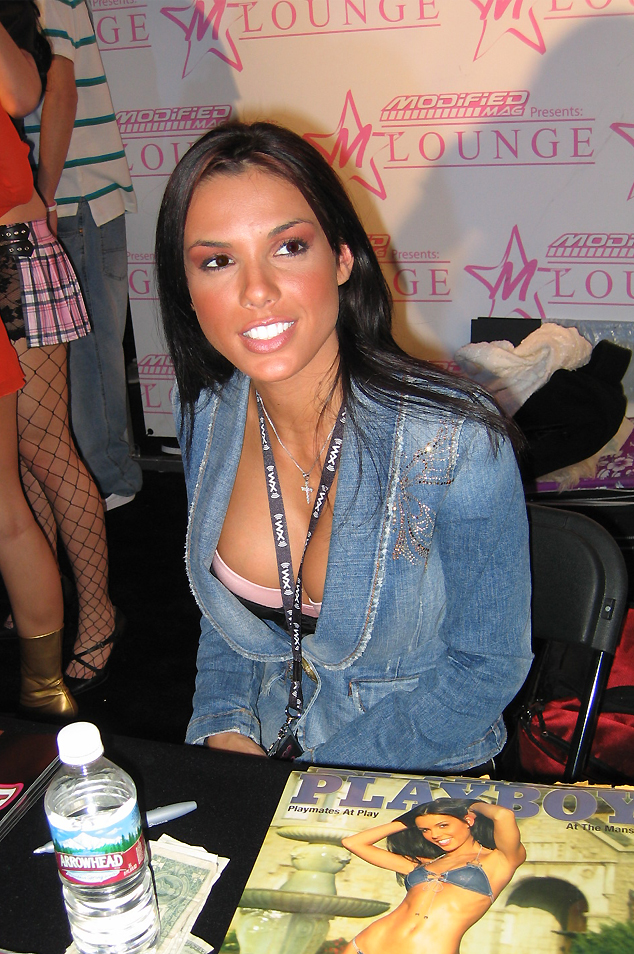
Carmella DeCesare, Playmate des Jahres 2004

## Entwicklung
Nach der Gründung der Zeitschrift im Jahr 1953 waren es vor allem die ganzseitigen Aufnahmen leichtbekleideter, später nackter Frauen in der Heftmitte, die für den durchschlagenden Erfolg des Playboy verantwortlich waren. Janet Pilgrim war in der Juni-Ausgabe des Jahres 1955 das erste Playmate, das auf einer Doppelseite zu sehen war. Seit März 1956 gibt es das dreiseitige, ausfaltbare centerfold. Marilyn Monroe, die die Heftmitte der Erstausgabe zierte, wurde noch als Sweetheart of the Month vorgestellt. Das erste Playmate of the Month war Margie Harrison, die in der zweiten Ausgabe, dem Januarheft 1954, zu sehen war. Das erste Schamhaar eines Playmates, das im Playboy zu sehen war, gehörte Liv Lindeland und war im Januarheft 1971 zu sehen.
Waren die Playmates zunächst noch anonym, so ging das Heft nach einigen Jahren dazu über, kurze Texte anzufügen, in denen der Name und persönliche Hintergrund der Frauen nachzulesen sind. Während Kritiker insbesondere feministischer Couleur betonten, dass der Playboy Frauen zu reinen Sexualobjekten degradiere und die Playmates als glatte, seelenlose und willige Wesen darstelle, kommen jüngere Bewertungen zu durchaus positiven Schlüssen. So betonen etwa die Psychologen James Began und Scott Allison in ihrer Untersuchung der amerikanischen Playmates von 1985 bis 2001, dass gerade die Begleittexte – ob nun frei erfunden oder wahrheitsgetreu – das Ideal einer starken, selbstbestimmten und ehrgeizigen Frau vermittelten.
Die Playmates sind in vielerlei Hinsicht ein Spiegel sozialer Rollenvorstellungen, aber auch sexueller Präferenzen im Wandel der Zeiten. So kamen amerikanische Forscher in einer Untersuchung der Physiognomie und Konstitution der amerikanischen Playmates von 1960 bis 2000 zu der Schlussfolgerung, dass in Zeiten wirtschaftlicher Krisen und sozialer Unsicherheit gehäuft Frauen reiferen Alters, kräftigerer Statur und mit breiteren Hüften abgebildet wurden. In einer Untersuchung der Playmates von 1978 bis 1998 stellten kanadische Forscher zwar keine signifikanten Veränderungen von Body-Mass-Index und Taille-Hüft-Verhältnis fest, kamen aber zu dem Ergebnis, dass 70 % der 240 Frauen einen BMI von weniger als 18,5 erreichten und somit untergewichtig waren. Der Befund wurde als Beleg dafür gedeutet, dass der idealtypische Körperbau, wie ihn Medien wie der Playboy propagieren, aus medizinischer Sicht problematisch ist und für die Häufung von Essstörungen bei jungen Frauen mitverantwortlich sei.
In der deutschen Playboy-Ausgabe heißt es seit dem Jahreswechsel 2016/17 nicht mehr das Playmate, sondern die Playmate. Im Duden ist das Wort hingegen nach wie vor ausschließlich als Neutrum verzeichnet.